# Vajk György
Vajk György (Budapest, 1954. április 5. –) magyar színész, operett- és operaénekes.

## Életpályája
A Könyves Kálmán Gimnáziumban érettségizett. Zenei pályáját a Honvéd Művészegyüttesben kezdte, majd a Fővárosi Operettszínház énekkarában énekelt. A Színház- és Filmművészeti Főiskola operett-musical szakán Kazán István osztályában színészként diplomázott 1983-ban. Főiskolásként, 1982-től már szerepelt a Pécsi Nemzeti Színház előadásain, és diplomás színészként is pályáját itt kezdte. 1984-től a Szegedi Nemzeti Színházhoz szerződött. 1991-től a Fővárosi Operettszínház bonvivánjaként lépett színpadra. 1994-től ismét visszatért a Szegedi Nemzeti Színházhoz, magánénekeseként operák és operettek főszerepeiben sikeres előadóművész. Versírással is foglalkozik.

## Fontosabb színházi szerepei
- Lorraine Hansberry – Judd Woldin – Robert B. Nemiroff – Charlotte Zaltzberg: Kitörés... Tiszteletes
- William Shakespeare – Samuel Spewack – Bella Spewack: Csókolj meg, Katám!... Hortensio
- Eugène Scribe: Fra Diavolo, a rablók királya... Fra Diavolo, más néven San Marco márki
- Leonard Bernstein: West Side Story... Rakéta
- Wolfgang Amadeus Mozart: Don Giovanni... Don Ottavio
- Richard Wagner: A bolygó hollandi... Kormányos
- Alekszandr Porfirjevics Borogyin : Igor herceg... Vlagyimir Igorjevics
- Giuseppe Verdi: Aida... Radames
- Giuseppe Verdi: Macbeth... Malcolm
- Giuseppe Verdi: Rigoletto... A mantuai herceg
- Giuseppe Verdi: Simon Boccanegra... Gabriele Adorno
- Giuseppe Verdi:  Otello... Cassio
- Giacomo Puccini: Turandot... Kalaf
- Giacomo Puccini: Tosca... Cavaradossi
- Giacomo Puccini: Pillangókisasszony... F. B. Pinkerton
- Giacomo Puccini: Bohémélet... Rodolf
- Giacomo Puccini: A Nyugat lánya... Dick Johnson
- Manuel de Falla: La vita breve... Paco
- Gaetano Donizetti: Lammermoori Lucia... Lord Arthur Buklaw
- Georges Bizet: Carmen... Don José
- Umberto Giordano: André Chénier... André Chénier, költő
- Hervé: Nebáncsvirág... Fernand
- Jacques Offenbach: Hoffmann meséi... Hoffmann
- Johann Strauss: A denevér... Eisenstein
- Szokolay Sándor: Vérnász... Vőlegény
- Erkel Ferenc: Bánk bán... Bánk bán; Ottó
- Ábrahám Pál: Bál a Savoyban... Henry de Faublas
- Lehár Ferenc: Luxemburg grófja... René
- Lehár Ferenc: A víg özvegy... Camille de Rossillon
- Kálmán Imre: Cigányszerelem... Józsi
- Kálmán Imre: Marica grófnő... Török Péter; Tasziló
- Kálmán Imre: Ördöglovas... Sándor gróf
- Kálmán Imre: Csárdáskirálynő... Edwin
- Jacobi Viktor: Leányvásár... Harrison
- Szirmai Albert – Bakonyi Károly: Mágnás Miska... Baracs

## Filmek, tv
- Nyolc évszak (1983)
- Operettkirályok (1991)

## Megjelent versei
- A picinyke cinke című kötetben